# Évry (Essonne)
Évry korábbi község (település)  Franciaországban, Essonne megyében. 
2019. január 1-jén Courcouronnes községgel egyesült és delegált községként Évry-Courcouronnes új község része lett. Lakosainak száma 53 641 fő (2018. január 1.). Évry Ris-Orangis, Corbeil-Essonnes, Courcouronnes, Étiolles, Lisses és Soisy-sur-Seine községekkel határos.

## Népesség
A település népességének változása:
| Lakosok száma | 53 237 | 53 871 | 55 425 | 54 477 | 53 641 |
|               | 2013   | 2015   | 2016   | 2017   | 2018   |

## Oktatás
- Institut Mines-Télécom Business School